# 243109 Hansludwig
243109 Hansludwig è un asteroide della fascia principale. Scoperto nel 2007, presenta un'orbita caratterizzata da un semiasse maggiore pari a 2,3294782 UA e da un'eccentricità di 0,1795211, inclinata di 1,54788° rispetto all'eclittica.
L'asteroide è dedicato all'astrofilo tedesco Hans-Ludwig Neumann.